# Rah Ahan Football Club
Rah Ahan Football Club (em persa: باشگاه فوتبال راه آهن), popularmente conhecido como Rah Ahan é um clube de futebol da cidade de Teerã, no Irã. Fundado em 2 de janeiro de 1937, o clube disputa a Iran Pro League. O clube é de propriedade da empresa aérea Fars Air Qeshm